# Cornelis Evertsen der Ältere

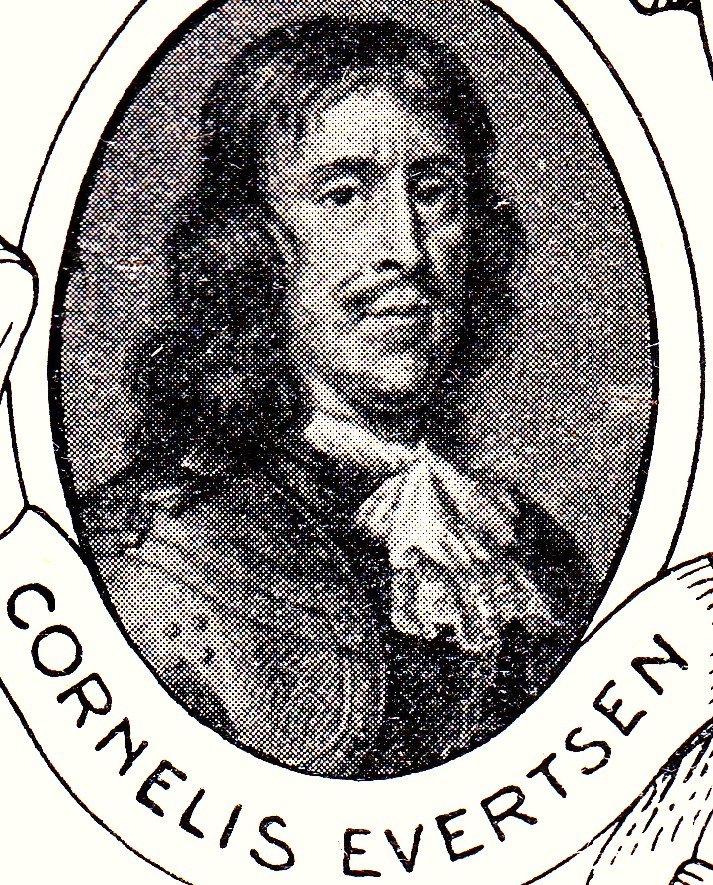
Cornelis Evertsen der Ältere

Cornelis Evertsen der Ältere (* 4. August 1610 in Vlissingen; † 11. Juni 1666 in der Viertageschlacht) war ein niederländischer Vizeadmiral.
Er war der jüngste Sohn des Kapitäns Johan Evertsen und Enkel des Wassergeusen Evert Hendricxssen (gestorben 1601). Nachdem Johan Evertsen 1617 in der Schlacht gefallen war, wurden alle seine fünf Söhne (neben Cornelis auch sein ältester Bruder Johan Evertsen) von der Admiralität von Zeeland zu Leutnanten gemacht. Cornelis fuhr zuerst auf dem Schiff seines Bruders Johan und ging dann auf Kaperfahrt. 1636 wurde er Kapitän auf einem Kriegsschiff. 1639 eroberte er in den Seeschlacht bei den Downs eine spanische Galleone. Er fuhr Begleitschutz und bekämpfte Piraten aus Dünkirchen. Im Ersten Englisch-Niederländischen Krieg wurde er Konteradmiral (Schout-bij-nacht), zunächst vorläufig und ab 1654 fest. In der Seeschlacht bei Scheveningen sank sein Schiff, er wurde verwundet und war drei Monate Gefangener der Engländer. Im Nordischen Krieg kämpfte er unter Michiel de Ruyter und seinem Bruder Johan gegen die Schweden und trug 1659 zur Befreiung von Nyborg von den Schweden bei. 1661 bis 1663 diente er als einer der Kommandeure von De Ruyter, mit dem er eng befreundet war, im Mittelmeer gegen die Barbaresken (Piraten aus Algier). Im Zweiten Englisch-Niederländischen Krieg wurde er Vizeadmiral von Zeeland und sein Bruder Johan Evertsen wurde Leutnant-Admiral von Zeeland. Er nahm an der für die Niederlande verlustreichen Seeschlacht bei Lowestoft (1665) teil und wurde danach als Nachfolger seines abgelösten Bruders zum Leutnant-Admiral von Zeeland ernannt. Im Juni 1666 fiel er in der Viertageschlacht auf seinem Flaggschiff Walcheren. Wenig später fiel auch sein Bruder Johan Evertsen im St. James’s Day Fight. Beide sind in der Abtei von Middelburg begraben.
Er war seit 1640 mit Janneke Gorcoms verheiratet, der Schwester der Frau seines Bruders Johan. Mit ihr hatte er vierzehn Kinder, von denen fünf im Kindesalter starben. Einer seiner Söhne war Cornelis Evertsen der Jüngste und ein anderer Leutnant-Admiral Geleyn Evertsen (1655–1711). Nach dem Tod seiner ersten Frau 1657 heiratete er 1659 erneut (Johanna Ita, Tochter des Vizeadmirals Pieter Adriaensz. Ita) und hatte weitere zwei Kinder.

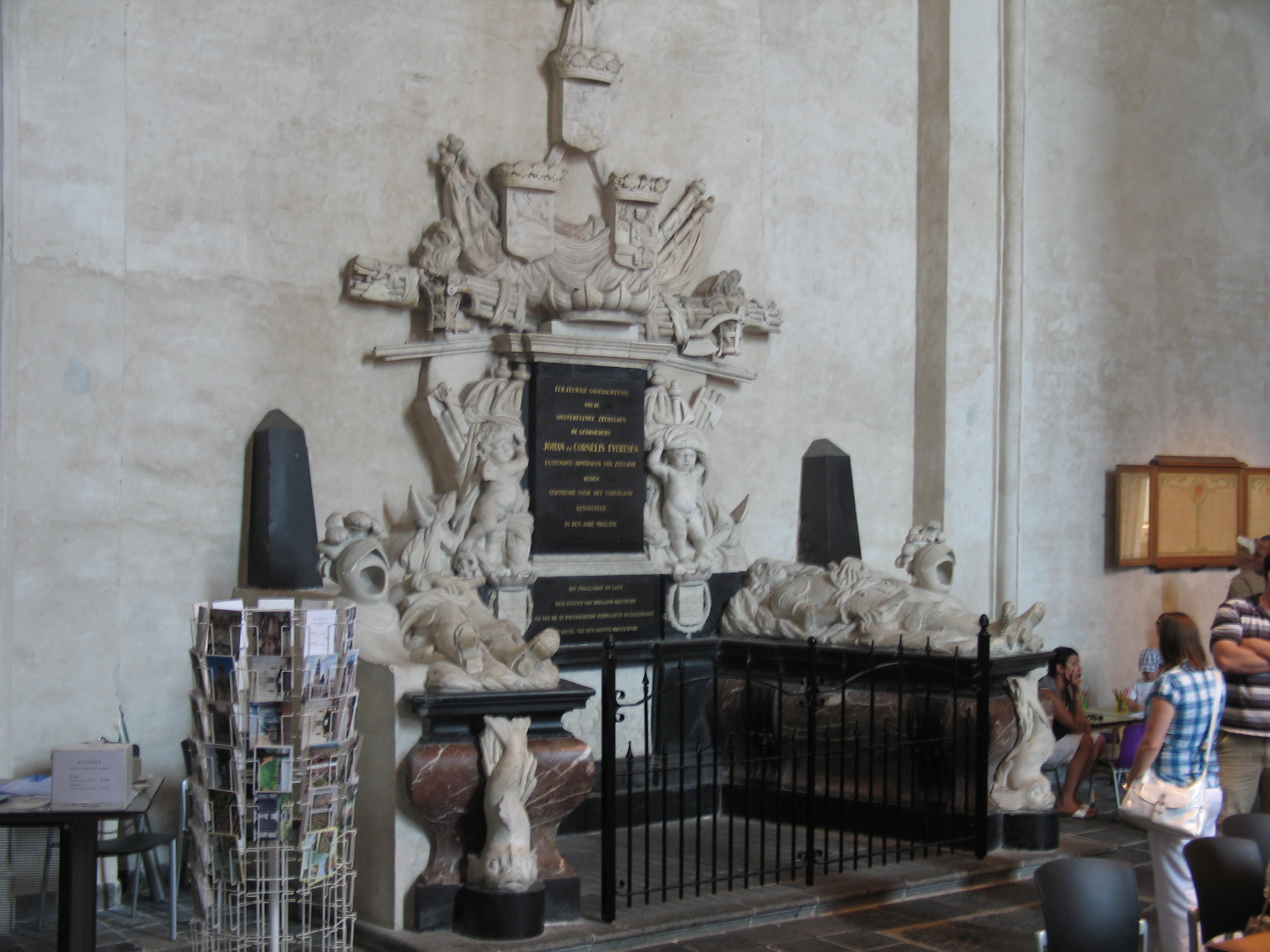
Grab von Cornelis und Johan Evertsen in Middleburg